# Classic Albums
Classic Albums är en brittisk dokumentärserie om pop-, rock- och heavymetalalbum som anses vara det bästa eller mest karakteristiska för ett välkänt band eller musiker. Albumet kan också exemplifiera ett stadium i musikhistoriken.

## Historia
Det första avsnittet av Classic Albums var en dokumentär kallad "The Making of Sgt. Pepper". Denna dokumentär fokuserade på The Beatles album och producerades på ungefär samma sätt som den kommande Classic Albums-serien. Isis Productions och Nick de Grunwald samproducerade dokumentären, och skapade då mallen för kommande avsnitt i serien. Det sändes 1992 på både Disney Channel i USA och ITVs The South Bank Show i Storbritannien.

## Avsnitt
Följande avsnitt har gjorts i serien:
| Year | Artist – Album (År) |
| ---- | --- |
| 1997 | 1. Paul Simon – Graceland (1986) 2. Grateful Dead – Anthem of the Sun och American Beauty (1968/1970) 3. Stevie Wonder – Songs in the Key of Life (1976) 4. The Band – The Band (1969) 5. The Jimi Hendrix Experience – Electric Ladyland (1968) 6. Fleetwood Mac – Rumours (1977) |
| 1999 | 1. U2 – The Joshua Tree (1987) 2. Phil Collins – Face Value (1981) 3. Meat Loaf – Bat Out of Hell (1977) 4. Bob Marley and the Wailers – Catch a Fire (1973) 5. Steely Dan – Aja (1977) 6. The Who – Who's Next (1971)                                                             |
| 2001 | 1. Iron Maiden – The Number of the Beast (1982) 2. Elton John – Goodbye Yellow Brick Road (1973) 3. Metallica – Metallica ("The Black Album") (1991) 4. Lou Reed – Transformer (1972) 5. Elvis Presley – Elvis Presley (1956) 6. Judas Priest – British Steel (1980)               |
| 2002 | 1. Sex Pistols – Never Mind the Bollocks (1977) 2. Deep Purple – Machine Head (1972) 3. Def Leppard – Hysteria (1987) |
| 2005 | 1. Queen – A Night at the Opera (1975) 2. Simply Red – Stars (1991) 3. Nirvana – Nevermind (se Classic Albums: Nirvana – Nevermind) (1991) 4. Motörhead – Ace of Spades (1980) |
| 2006 | 1. Pink Floyd – The Dark Side of the Moon (1973) 2. Cream – Disraeli Gears (1967) |
| 2007 | 1. Frank Zappa – Apostrophe (')/Over-Nite Sensation (1974/1973) 2. Jay Z – Reasonable Doubt (1996) |
| 2008 | 1. The Doors – The Doors (1967) 2. John Lennon/The Plastic Ono Band – John Lennon/Plastic Ono Band (1970) 3. Duran Duran – Rio (1982) |
| 2010 | 1. Black Sabbath – Paranoid (1970) 2. Tom Petty and the Heartbreakers – Damn the Torpedoes (1979) 3. Rush – 2112 och Moving Pictures (1976/1981) 4. The Rolling Stones – Beggar's Banquet (1968) 5. The Beach Boys – Pet Sounds (1966)                                             |
| 2011 | Primal Scream – Screamadelica (1991) |
| 2012 | Peter Gabriel – So (1986) |
| 2013 | The Who – Tommy (1969) |